# Amadito Valdés
Amadito Valdés (L'Avana, 14 febbraio 1946) è un percussionista cubano, noto soprattutto per la sua partecipazione al progetto Buena Vista Social Club.
Amadito ha studiato presso il Conservatorio di L'Avana con i maestri Guillermo Barreto e Alfredo de los Reyes. È lì che ha iniziato a sviluppare il suo particolare stile di improvvisazione con i timbales, mescolando il tempo di 6/8 dei ritmi afro con i 2/4 dei ritmi sincopati del son cubano.
Amadito Valdés ha lavorato con i più grandi gruppi cubani degli anni 70 e ha registrato album con Las d'Aida, Paquito D'Rivera, Emiliano Salvador, Bebo Valdes, Las Estrellas de Areito e Peruchin.
Nel 1997, grazie all'artista Juan de Marcos González, ha avuto l'occasione di entrare a far parte del gruppo Afro-Cuban All Stars e, poco dopo, di partecipare alla registrazione dell'album e del film Buena Vista Social Club. In seguito alla popolarità acquisita grazie a queste apparizioni è stato definito il timbalero più conosciuto dopo il leggendario Tito Puente.
Nel 2003, il suo album da solista "Bajando Gervasio" è stato nominato per il Grammy Award come miglior album di musica tradizionale tropicale.
Il 23 marzo del 2006 viene pubblicata la sua biografia in un libro intitolato "Amadito Valdés, Las baquetas de oro de Buena Vista Social Club. Una historia personal en la música cubana" scritto da Orlando Matos e pubblicato dalla casa editrice messicana Aires del Mayab. Tra il 9 e il 13 maggio dello stesso anno ha partecipato alla 31ª edizione del Festival Jazz di Berna, in Svizzera.
Il 7 luglio 2007 si è esibito al Live Earth di Amburgo, in Germania.